# Hugues Salel
Hugues Salel (* 1504 in Cazals; † 1553 in Chartres) war ein französischer Dichter und Übersetzer.

## Leben und Werk
Hugues Salel studierte Rechtswissenschaft in Cahors und Toulouse. Ab 1534 veröffentlichte er eigene Dichtung und 1540 eine Ausgabe seiner Werke. Gleichzeitig wurde er Kammerherr von König Franz I., der ihn mit der Übersetzung der Ilias von Homer betraute und ihn dazu 1541 mit der Kommende der reichen Augustiner-Abtei Saint-Chéron in Chartres (heute nur noch im Straßennamen präsent) ausstattete. Von 1542 bis 1545 erschienen die ersten 10 Bücher. Er starb 1553. Sein Sekretär (ab 1547), Schüler und Freund Olivier de Magny gab 1554 noch die Bücher 11 und 12 heraus. Die restlichen 12 Bücher der Ilias wurden von Amadis Jamyn übersetzt.
In seinem Geburtsort Cazals im Département Lot ist ein Platz nach ihm benannt.

## Werke

### Autor
- Louis-Alexandre Bergounioux (Hrsg.): Hugues Salel de Cazals-en-Quercy (1504–1553). Un précurseur de la Pléiade. Oeuvres poétiques. Paris 1930. Slatkine, Genf 1969.
- Oeuvres poétiques complètes. Hrsg. Howard H. Kalwies. Droz, Genf 1987. (kritische Ausgabe)

### Übersetzer
- Les dix premiers livres de l'Iliade. Vincent Sertenas, Paris 1542–1545. Paris 1555.
- Les Unzième et douzième livres de l'Iliade. Paris 1554. (Hrsg. Olivier de Magny)